# Т-клітинна гостра лімфобластна лейкемія

## Клінічні особливості
Т-клітинна лімфобластна лейкемія (T-ГЛЛ) є злоякісним новоутворенням, що походить з незрілих Т-клітинних попередників (Т-лімфобластів), та супроводжується заміщенням нормальних тканин Т-лімфобластами. T-ГЛЛ має ряд клінічних, імунологічних, цитогенетичних та молекулярних особливостей, які відрізняють її від В-клітинної лімфобластної лейкемії. На Т-ГЛЛ припадає приблизно 20–25% від пацієнтів з гострою лімфобластною лейкемією (15% у дитячому віці та 25% у дорослих), та частіше зустрічається у пацієнтів чоловічої статі, ніж у жіночої (у співвідношенні ~6:1). 
Зазвичай Т-гостра лімфобластна лейкемія супроводжується високою кількістю лейкоцитів (>100×109/л) з ураженням переважно кісткового мозку (КМ), крові та середостіння. Дещо рідше спостерігається інфільтрація патологічними Т-лімфобластами лімфатичних вузлів, шкіри, статевих залоз та центральної нервової системи (ЦНС). Ураження середостіння та аденопатія частіше зустрічаються у молодих пацієнтів, ніж у пацієнтів старше 60 років. Пацієнти з <25% Т-лімфобластів у кістковому мозку класифікуються як T-лімфобластна лімфома, тоді як пацієнти з ≥25% Т-лімфобластів в КМ мають діагноз T-ГЛЛ. При інтенсивній хіміотерапії показники виліковування T-ГЛЛ наближаються до 80%.

## Морфологічні особливості
Морфологічно Т-лімфобласти представляють клітини середнього розміру з високим ядерно-цитоплазматичним співвідношенням(N:C); та можуть мати значний діапазон розмірів, від невеликих лімфобластів із дуже конденсованим хроматином і без видимих ядерець до відносно крупних бластів із дрібнодисперсним хроматином та добре помітними ядерцями. Також зрідка можуть бути присутні цитоплазматичні вакуолі. Іноді бласти при T-клітинній лейкемії можуть нагадувати більш зрілі лімфоцити; у таких випадках необхідне імунофенотипування, щоб відрізнити це захворювання від зрілої (mature) Т-ГЛЛ.
T-ГЛЛ незалежно від місця ураження показує заміщення нормальних тканинних елементів дифузним монотонним інфільтратом з клітин середнього розміру, формуючи ростовий патерн типу «зоряного неба». У деяких випадках може спостерігатися міжфолікулярне ураження лімфатичних вузлів.

## Цитохімічні особливості
Для диференціації Т-ГЛЛ може використовуватися широкий спектр цитохімічних досліджень. Найбільш поширеними є:
- Реакція із Шифф-йодною кислотою (PAS-реакція) — негативна
- Реакція на виявлення мієлоперокидази (POX-реакція) — негативна
- Реакція на виявлення неспецифічної естерази — негативна/слабка

## Імунофенотипові особливості
На основі експресії CD1a і поверхневого CD3 (s.CD3), ВООЗ розпізнає такі категорії T-ГЛЛ:
- Pro-T (T-I): CD7+, s.CD3−, c.CD3+, CD1a−, CD34+/−, CD2−, CD5−, CD4−/CD8−;
- Pre-T (T-II): CD2+ and/or CD5+, s.CD3−, c.CD3+, CD7+, CD1a−, CD34+/−, CD4−/CD8− or CD4+/CD8+), TdT+
- Cortical T (T-III): CD1a+, s.CD3+/−, c.CD3+, CD2+, CD5+, CD1a+, CD34−, CD4+/CD8+, TdT+;
- Іноді бласти T-ГЛЛ можуть нагадувати більш зрілі лімфоцити; у таких випадках може знадобитися імунофенотипування, щоб відрізнити це захворювання від зрілої (периферичної) Т-клітинної лейкемії. Medullary (T-IV): CD4+ or CD8+, CD2+, CD5+, CD7+, s.CD3+, c.CD3+, CD1a−, CD34−

## Т-клітинна лейкемія з ранніх попередників (ETP-ГЛЛ)
Підгрупа T-ГЛЛ яка демонструє фенотип, схожий на фенотип ранніх попередників Т-клітин у тимусі, та розпізнається як ETP-ГЛЛ. Даний підтип Т-ГЛЛ пов'язаний з поганою відповіддю на стандартну терапію, з набагато вищими показниками рецидивів та низькою 10-річною виживаністю.
Нормальний ETP, або подвійно негативний (DN1) тимоцит зберігає здатність диференціюватися в клітини Т- та мієлоїдної, але не В-клітинної лінії. ETP-ГЛЛ характеризується відсутністю експресії CD1a та CD8, відсутністю або слабким CD5 (<75% бластів) та експресією одного або кількох маркерів мієлоїдних або стовбурових клітин (CD11b, CD13, CD33, CD34, CD65, CD117, та/або HLA-DR) щонайменше у 25% лімфобластів.